# Nicolae Popescu
Pour les articles homonymes, voir Popescu.
Nicolae Popescu (1937-2010 ) est un mathématicien roumain et professeur à l'Université de Bucarest. Il a également occupé un poste de chercheur à l'Institut de mathématiques de l'Académie roumaine et a été élu membre de l'Académie roumaine en 1992. 

## Biographie
Popescu était marié avec la professeure Elena Liliana Popescu, et ils ont eu trois enfants. Il a obtenu son Mastère en mathématiques en 1964, et son doctorat en mathématiques en 1967, tous deux à l'Université de Bucarest, avec une thèse intitulée « Krull-Remack-Smidt Theorem and Theory of decomposition ». Il a reçu un doctorat en 1972 à l’Université de Bucarest. 

## Carrière académique
Popescu est nommé maître de conférences à l’Université de Bucarest en 1968, où il a enseigné aux étudiants des cycles supérieurs jusqu’en 1972. Depuis 1964, il a également été professeur de recherche à l'Institut de mathématiques de l'Académie roumaine. L'institut a été fermé en 1976 par ordre de Nicolae Ceaușescu, pour des raisons liées à sa fille Zoia Ceaușescu, qui avait été embauchée à l'institut deux ans auparavant. 

## Travaux
Il est surtout connu pour ses contributions à l'algèbre et à la théorie des catégories abéliennes. De 1964 à 2007, il collabore avec Pierre Gabriel à la caractérisation des catégories abéliennes. Leur résultat le plus connu est le théorème de Gabriel–Popescu (en). Ses domaines d'expertise sont la théorie des catégories, les catégories abéliennes avec applications aux anneaux et aux modules, les foncteurs adjoints, les limites et colimites, la théorie des faisceaux, la théorie des anneaux, des corps et des polynômes et la théorie de la valuation. Il s'est également intéressé et a publié dans les domaines suivants: topologie algébrique, géométrie algébrique, algèbre commutative, K-théorie, théorie des corps de classes des fonctions algébriques . 
En 2009, il développe les études de mathématiques à l'institut de mathématiques de l'Académie roumaine au sein du groupe de recherche en algèbre et collabore également sur trois continents. Il partageait de nombreuses valeurs morales, éthiques et religieuses avec un autre mathématicien réputé, Alexandre Grothendieck, qui avait visité l'école de mathématiques de Bucarest en 1968. Comme Grothendieck, il s'intéressait depuis longtemps à la théorie des catégories, à la théorie des nombres, à la pratique du yoga et au soutien de jeunes mathématiciens prometteurs dans ses domaines d'intérêt. Il a également soutenu les premiers développements des applications de la théorie des catégories en biologie relationnelle et en biophysique mathématique / biologie mathématique. 

## Prix et distinctions
En 1971 il est lauréat du prix Simion-Stoilow décerné par l’Académie roumaine.

## Publications
Popescu a publié entre 1962 et 2008 plus de 102 articles dans des revues de mathématiques évaluées par des pairs, plusieurs monographies sur la théorie des faisceaux ainsi que six ouvrages sur la théorie des catégories abéliennes et l'algèbre abstraite. Dans un style énergique et semblable à celui de Grothendieck, il a dirigé plusieurs séminaires sur la théorie des catégories, les faisceaux et l’algèbre abstraite. Son livre Catégories abéliennes avec applications aux anneaux et aux modules  continue de fournir des informations précieuses aux mathématiciens du monde entier. 

### Livres publiés
- (ro) Elemente de teoria algebrică numeloror, Universitate București, 1968. (Éléments de la théorie algébrique des nombres)
- (ro) Teoria categoriilor și a fasciculelor, Editura Stiintifica, 1971. (Théorie des catégories et faisceaux)
- (ro) Categorii Abeliene, Editura Academiei, 1971. (Catégories abéliennes)
- Nicolae Popescu, Abelian categories with Applications to Rings and Modules, vol. 3, Londres, Academic Press, coll. « London Mathematical Society Monographs », 1973, 467 p. (ISBN 0-12-561550-7, MR 0340375)
- Nicolae Popescu et Liliana Popescu, Theory of categories, Martinus Nijhoff Publishers, The Hague; Sijthoff & Noordhoff International Publishers, Alphen aan den Rijn, 1979 (ISBN 90-286-0168-6, MR 0538276)